# Аурубис България
„Аурубис България“ е медодобивен завод на германската компания „Аурубис“ в Пирдоп, България, произвеждащ мед (черна и рафинирана) и сярна киселина. Заводът е разположен между градовете Пирдоп и Златица, на около 80 km източно от София.
През 2005 година заводът произвежда 240 000 t анодна мед и 60 000 t катодна мед, като приблизително половината от анодната мед е доставяна за преработване в завода на компанията в Олен, Белгия.
С обем на продажбите около 5,4 млрд. лв. през 2020 година „Аурубис България“ е 1-ва по този показател българска компания.

## История
Медодобивният завод е създаден в периода 1955 – 1958 година и през първите десетилетия от съществуването си носи името на висшия функционер на Коминтерна и тоталитарния комунистически режим в България Георги Дамянов. По онова време се състои от няколко производствени единици: Металургично производство, Рафинерия, Производство на сярна киселина и Цех 100 – производство на благородни и редки метали. На 21 ноември 1958 година е отлято първото количество анодна мед, а на 6 декември същата година е официалното откриване на завода.
Първата реконструкция (с пускане в действие на пържилни пещи) е през 1962 година. Втората реконструкция с подаване на кислород на пържилните пещи, изграждане на анодна пещ и нова Система за производство на сярна киселина е през 1967 – 1968 година. През 1979 година е завършено строителството и е пуснат в експлоатация 5-ият производствен цех – Обогатителна фабрика за преработка на отпадни медни шлаки. Между 1982 и 1987 година са построени и пуснати в експлоатация нова металургия по технология на финландската фирма „Оутокумпу“ („Outokumpu OY“) – (топенето на медните концентрати се извършва в т.нар. „летящо състояние“ като високата температура се генерира от изгарянето на сярата съдържаща се в медно-пиритните минерали, без използване на външни енергоносители – на електричество или други), ново шихтово стопанство, нов цех за разделяне на въздуха и нова система за производство на сярна киселина. Извършена е реконструкция на Обогатителната фабрика за преработка на медни шлаки, като към отпадните шлаки са присъединени и т.н. „конверторни шлаки“.
През септември 1997 година е подписан договор за приватизация на дружеството между Правителството на Република България и белгийската индустриална група „Юнион Миниер“ (сега „Юмикор“). От април 2005 година медното производство на групата „Юмикор“ се обособява в самостоятелната компания „Кумерио“. А през април 2008 г. групата Кумерио е придобита от Норддойче Афинери (NA) след одобрение на Европейската комисия в началото на годината. Новата компания се превръща в най-големия производител на мед в Европа, както и най-големият световен лидер в преработката на мед, която малко по-късно приема името „Аурубис“.
Предишни наименования:
- Медодобивен комбинат „Георги Дамянов“
- Медодобивен комбинат, Пирдоп
- Юнион Миниер Пирдоп Мед
- Юмикор Мед
- Кумерио Мед

## Екология
През 2004 година компанията получава от правителството на Белгия първа награда за екология в категорията „Международно сътрудничество за устойчиво развитие“ за екологичните проекти, реализирани от завода в Пирдоп. „Кумерио Мед“ притежава разрешително по комплексно предотвратяване и контрол на замърсяването от българското Министерство на околната среда и водите.